# The King of Kings
The King of Kings is een Amerikaanse dramafilm uit 1927 onder regie van Cecil B. DeMille. De film werd destijds uitgebracht onder de titel Koning der koningen.

## Verhaal
Tijdens de laatste dagen van het leven van Jezus wordt Maria Magdalena kwaad op Judas. Hij wil immers niet aanwezig zijn op het feest dat zij geeft. Maria Magdalena besluit Jezus een bezoek te brengen en krijgt daar spijt van haar boosheid.

## Rolverdeling
| Acteur             | Personage           |
| ------------------ | ------------------- |
| H.B. Warner        | Jezus               |
| Dorothy Cumming    | Maria               |
| Ernest Torrence    | Petrus              |
| Joseph Schildkraut | Judas               |
| James Neill        | Jakobus de Meerdere |
| Joseph Striker     | Johannes            |
| Robert Edeson      | Matteus             |
| Sidney D'Albrook   | Tomas               |
| David Imboden      | Andreas             |
| Charles Belcher    | Filippus            |
| Clayton Packard    | Bartolomeus         |
| Robert Ellsworth   | Simon               |
| Charles Requa      | Jakobus de Mindere  |
| John T. Prince     | Taddeus             |
| Jacqueline Logan   | Maria Magdalena     |